# Раффін (Північна Кароліна)
Раффін (англ. Ruffin) — переписна місцевість (CDP) в США, в окрузі Рокінґгем штату Північна Кароліна. Населення — 322 особи (2020).

## Географія
Раффін розташований за координатами 36°26′18″ пн. ш. 79°32′2″ зх. д. / 36.43833° пн. ш. 79.53389° зх. д. (36.438207, -79.533805).  За даними Бюро перепису населення США в 2010 році переписна місцевість мала площу 11,76 км², з яких 11,72 км² — суходіл та 0,04 км² — водойми.

## Демографія
Згідно з переписом 2010 року, у переписній місцевості мешкало 368 осіб у 162 домогосподарствах у складі 95 родин. Густота населення становила 31 особа/км².  Було 211 помешкання (18/км²).
Расовий склад населення:
| - 82,9 % — білих - 13,9 % — чорних або афроамериканців - 1,1 % — корінних американців - 0,3 % — азіатів - 1,6 % — осіб інших рас |

До двох чи більше рас належало 0,3 %. Частка іспаномовних становила 1,6 % від усіх жителів.
За віковим діапазоном населення розподілялося таким чином: 22,6 % — особи молодші 18 років, 64,9 % — особи у віці 18—64 років, 12,5 % — особи у віці 65 років та старші. Медіана віку мешканця становила 40,9 року. На 100 осіб жіночої статі у переписній місцевості припадало 92,7 чоловіків;  на 100 жінок у віці від 18 років та старших — 93,9 чоловіків також старших 18 років.
Середній дохід на одне домашнє господарство  становив 57 442 долари США (медіана — 70 132), а середній дохід на одну сім'ю — 60 353 долари (медіана — 71 579). За межею бідності перебувало 17,2 % осіб, у тому числі 28,6 % дітей у віці до 18 років та 0,0 % осіб у віці 65 років та старших.
Цивільне працевлаштоване населення становило 138 осіб. Основні галузі зайнятості: оптова торгівля — 18,8 %, виробництво — 16,7 %, роздрібна торгівля — 15,2 %.